# باتسون داكا
باتسون داكا (بالإنجليزية: Patson Daka)‏ (9 أكتوبر 1998 بزامبيا - ) هو لاعب كرة قدم زامبي في مركز الهجوم. شارك مع منتخب زامبيا تحت 20 سنة لكرة القدم ومنتخب زامبيا لكرة القدم. أما مع النوادي، فقد لعب مع باور ديناموز وNchanga Rangers F.C. ‏ وغرين بافالوز.

## وصلات خارجية
- باتسون داكا على موقع الاتحاد الأوربي (الإنجليزية)
- باتسون داكا على موقع قاعدة بيانات كرة القدم.إي يو (الإنجليزية)
- باتسون داكا على موقع ليكيب (الفرنسية)
- باتسون داكا على موقع ناشيونال فوتبول تيمز (الإنجليزية)
- باتسون داكا على موقع Soccerbase.com (لاعب) (الإنجليزية)
- باتسون داكا على موقع Soccerway.com (الإنجليزية)
- باتسون داكا على موقع عالم كرة القدم.نت (الإنجليزية)